# Budapest Bevételéért emlékérem
A Budapest Bevételéért emlékérem (oroszul: «За взятие Будапешта», transzliteráció: Za vzjatyije Budapesta) második világháborús szovjet katonai kitüntetés, melyet 1945. június 9-én alapítottak.

## Az elismerésről
A kitüntetés annak a küzdelemnek állít emléket, amelyet a német és magyar csapattestekből szervezett védők elleni harcban Budapest ostrománál, 1944. december 20.–1945. február 15. között a szovjet és szövetséges erőik kifejtettek a város elfoglalása érdekében.  Hasonlóan a Szovjetunió által adományozott kitüntetések nagy részéhez, már nem adományozható és 1995 január 1-jéig összesen 362 050 fő részesült ebben a kitüntetésben, amely a gyűjtők körében nagy becsben tartott népszerű darab és kereskednek is vele. Érdekességként az elismertek körét érintő adat, hogy Budapest ostromában részt vevő támadók becsült létszáma 157 000 fő volt. A kitüntetést a mellkas bal oldali részén lehetett viselni, sorrendjét tekintve megelőzte a Japán Legyőzéséért emlékérem és az attól magasabb elismerések.

## Kinézete
A sárgarézből készült érme alakja szabályos kör, melynek átmérője 32 mm. Az elülső oldalán az érem közepén található felirat «ЗА ВЗЯТИЕ БУДАПЕШТА» fordítása Budapest bevételéért és a felirat fölött az ötágú csillag díszítés található. A felirat alatt két keresztbe futó babérág között sarló és kalapács látható. A hátoldalon dátum 13 февраля 1945  (1945. február 13.) és felette az ötágú csillag található. Az érme minden felirata és képe domború. Az éremhez tartozó szalagsáv 24 milliméter széles. Színe narancs mezőben középen egy világoskék sáv. A kék sáv szélessége nyolc milliméter.

## Fordítás
- Ez a szócikk részben vagy egészben  a(z)   Медаль «За взятие Будапешта» című orosz Wikipédia-szócikk ezen változatának fordításán alapul.  Az eredeti cikk szerkesztőit annak laptörténete sorolja fel. Ez a jelzés csupán a megfogalmazás eredetét és a szerzői jogokat jelzi, nem szolgál a cikkben szereplő információk forrásmegjelöléseként.